# أسل زاحف
أسل زاحف (الاسم العلمي: Juncus repens) نوع نباتي يتبع جنس الأسل وينتمي إلى الفصيلة الأسلية.